# Vinea (drank)

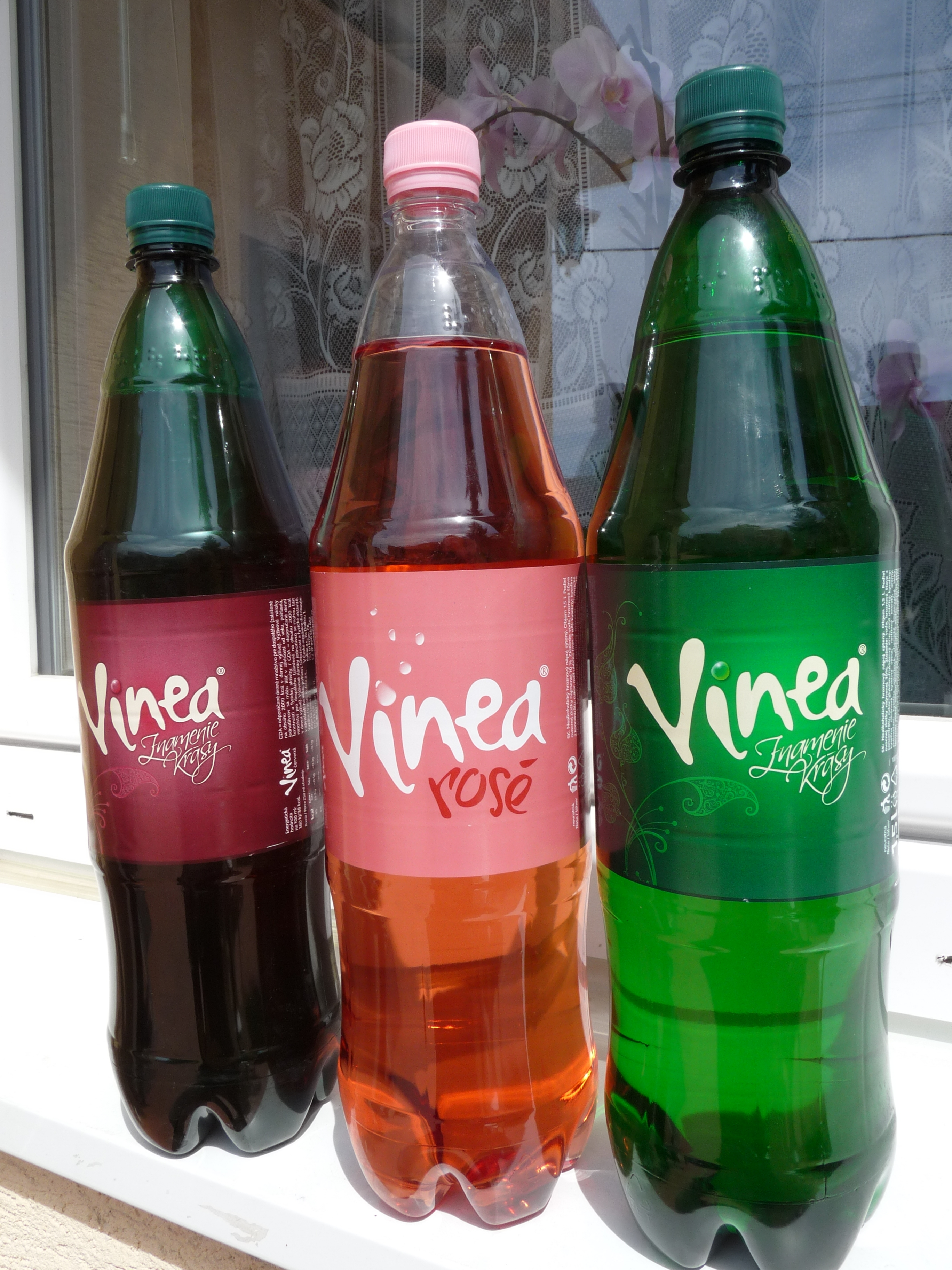
Vinea in drie smaken.

Vinea is een Slowaakse koolzuurhoudende druivenlimonade.
Vinea werd in 1973 bedacht door de Slowaakse biochemicus Ján Farkaš. De productie van Vinea begon in 1974 en sinds  31 januari 2008 is Vinea een onderdeel van Kofola. Vinea wordt gemaakt van rode en witte druiven en is derhalve in geel en rood leverbaar. Sinds 29 juli 2011 is een derde variant leverbaar: de rozekleurige Vinea rosé.